# Mont Akanagi (Tochigi)
Pour l’article homonyme, voir Mont Akanagi.
Le mont Akanagi (赤薙山, Akanagi-san) est une montagne du Japon située à Nikkō, sur l'île de Honshū, au nord de l'agglomération de Tokyo. Ce stratovolcan culminant à 2 010 mètres d'altitude fait partie du complexe volcanique des monts Nikkō dans le parc national de Nikkō.

## Toponymie
Dans l'ancienne province de Shimotsuke, le mont Nyohō, volcan des monts Nikkō, est, depuis des temps immémoriaux, un goshintai vénéré par la population locale, suivant les croyances du shintō, religion autochtone. Des pèlerins pratiquant le shugendō en font régulièrement l'ascension pour s'adonner à leurs pratiques ascétiques et leurs rites magico-religieux. Depuis l'extrémité méridionale de son cratère en forme de fer à cheval, un endroit appelé Kuroiwa (黒岩) (1 913 m d'altitude), leurs tentatives répétées d'accéder au dôme volcanique émergeant du versant oriental de la montagne échouent du fait de la configuration rocheuse tourmentée des pentes internes du cratère de l'édifice volcanique. Même la pratique bouddhiste qui consiste à s'attirer des faveurs divines en offrant (nageru (投げる)) de l'eau sacrée (akasui (閼伽水)) à une représentation du bouddha restent sans effet. C'est ainsi que la proéminence montagneuse du flanc oriental du mont Nyohō, qui reste inaccessible par sa face sud-ouest, est baptisée mont Akanage, un nom résultant de la contraction des deux termes akasui et nageru. Par la suite, le sinogramme 薙 (nagi), désignant la vallée asséchée formée par le travail de l'érosion du rebord du cratère du mont Nyohō, est associé au sinogramme 赤 (aka) pour former le toponyme du volcan.

## Géographie

### Situation
Le mont Akanagi est entièrement situé dans la ville de Nikkō (préfecture de Tochigi), sur l'île de Honshū, au Japon. Il est un des sommets des monts Nikkō, un complexe volcanique de l'Ouest de Nikkō dominé par le mont Nikkō-Shirane, son point culminant à 2 578 m d'altitude. Culminant à 2 010 m d'altitude, cet édifice volcanique se dresse entre le cratère du mont Nyohō et le haut plateau Kirifuri.
| \| Nantai Tarō Nyohō Akanagi Ōmanago Senjōgahara Nikkō-Shirane Komanago Lac Chūzenji Nikkō Rivière Daiya \| Le mont Akanagi dans les monts Nikkō. |
| Nantai Tarō Nyohō Akanagi Ōmanago Senjōgahara Nikkō-Shirane Komanago Lac Chūzenji Nikkō Rivière Daiya                                             |

| \| Mont Akanagi Lac Chūzenji Nikkō \| Vue aérienne du mont Akanagi dans les monts Nikkō. |
| Mont Akanagi Lac Chūzenji Nikkō                                                          |

### Topographie
Le mont Akanagi est un stratovolcan sans cratère sommital dont les pentes sont creusées de ravins à disposition radiale. Des écroulements sur les versants sud-ouest et sud-est ont formé deux dépressions profondes au bas desquelles serpentent les ruisselets Hinerigi et Nakano. Ces deux petits cours d'eau se rejoignent et forment au pied du volcan le ru Naru qui se jette dans la rivière Daiya près du pont Kirifuri dans le centre-ville de Nikkō. Il domine deux cônes volcaniques émergeant sur son versant oriental : les monts Maru (1 689 m) et Komaru (1 601 m), et est relié, sur son versant nord-ouest, par une crête au cratère du volcan Nyohō.

### Panorama

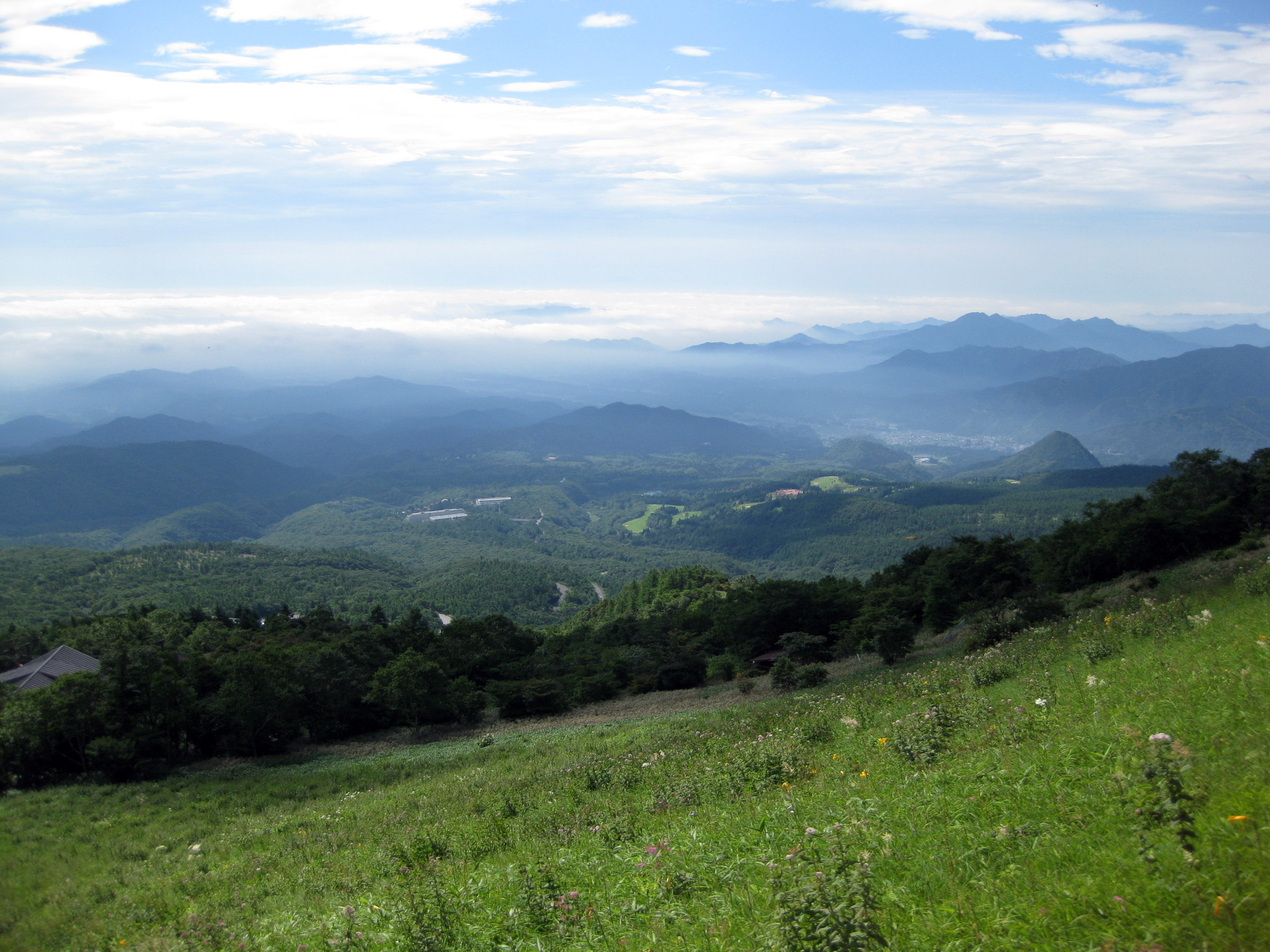
Le haut plateau Kirifuri, vu du versant est du volcan Akanagi.

Bien que la vue soit en partie obstruée par la végétation, le sommet du mont Akanagi, offre une vue panoramique sur les volcans des monts Nikkō au sud-ouest et à l'ouest, la zone d'habitation d'Imaichi au sud-est et, plus largement, la plaine de Kantō au sud-est, notamment les hauts bâtiments de Tokyo comme la tour Tokyo Skytree. Sur son versant est, la plate-forme d'observation du parc Kisugedaira (1 582 m), constitue un point de vue plus dégagé que le sommet du volcan.
Au loin, par temps très clair, il est possible de voir ou d'apercevoir le mont Hiuchi du village de Hinoemata dans la préfecture voisine de Fukushima, la plus haute montagne de la région du Tōhoku, l'océan Pacifique, à l'est, et le mont Fuji, distant de 170 km au sud-ouest.
Du haut des immeubles élevés de la capitale japonaise, du dernier étage du Sunshine 60 par exemple, un gratte-ciel du quartier d'Ikebukuro, le sommet du mont Akanagi est visible dans la chaîne des monts Nikkō qui se découpe à l'horizon, lorsque le ciel est bien dégagé.

### Climat
Le climat du mont Akanagi correspond à celui d'Oku-Nikkō, la partie sud-ouest de la ville de Nikkō. Il est du type continental humide. La température annuelle moyenne est d'environ 7 °C et les précipitations annuelles sont de 2 169 mm. L'hiver le mercure peut descendre jusqu'à −9 °C et grimper jusqu'à 23 °C en été.
En hiver, un vent froid et humide venu de Sibérie, via la mer du Japon, apporte de la neige sur les sommets des monts Nikkō.
| Mois                                | jan.  | fév.  | mars  | avril | mai   | juin  | jui.  | août  | sep.  | oct.  | nov.  | déc.  | année   |
| ----------------------------------- | ----- | ----- | ----- | ----- | ----- | ----- | ----- | ----- | ----- | ----- | ----- | ----- | ------- |
| Température minimale moyenne (°C)   | −8,1  | −8,8  | −5,1  | 0,1   | 5,1   | 10,1  | 14,4  | 15,3  | 11,6  | 5,1   | −0,2  | −5    | 2,9     |
| Température moyenne (°C)            | −4,1  | −3,9  | −0,7  | 5     | 9,9   | 13,7  | 17,7  | 18,7  | 14,9  | 9,1   | 4     | −1    | 6,9     |
| Température maximale moyenne (°C)   | −0,4  | 0     | 3,6   | 10    | 14,8  | 17,7  | 21,6  | 22,6  | 18,6  | 13,2  | 8,2   | −2,9  | 10,3    |
| Ensoleillement (h)                  | 170,2 | 162,1 | 188,1 | 185,9 | 167,8 | 107   | 108,3 | 128,3 | 100,4 | 128,9 | 152,7 | 164,7 | 1 764,4 |
| Précipitations (mm)                 | 52,3  | 58,8  | 109,4 | 157,8 | 174,6 | 220,9 | 277   | 394,2 | 363,2 | 201,8 | 107,6 | 51,4  | 2 169   |
| dont neige (cm)                     | 114   | 124   | 113   | 23    | 0     | 0     | 0     | 0     | 0     | 1     | 12    | 62    | 449     |
| Nombre de jours avec précipitations | 15    | 15    | 19    | 16    | 16    | 20    | 23    | 20    | 22    | 15    | 11    | 10    | 202     |
| Humidité relative (%)               | 65    | 65    | 66    | 68    | 75    | 85    | 87    | 87    | 87    | 80    | 71    | 66    | 75      |
| Nombre de jours avec neige          | 25,1  | 21,8  | 29,9  | 6,8   | 0,8   | 0     | 0     | 0     | 0     | 0,6   | 6,5   | 20    | 101,5   |
| Nombre de jours avec brouillard     | 2,8   | 4,8   | 5,8   | 9,4   | 12,9  | 14,7  | 17,6  | 15,3  | 14,9  | 11,4  | 6,6   | 4,3   | 120,3   |

| Diagramme climatique                                  |           |              |            |              |               |             |               |               |              |              |            |
| J                                                     | F         | M            | A          | M            | J             | J           | A             | S             | O            | N            | D          |
| −0,4−8,152,3                                          | 0−8,858,8 | 3,6−5,1109,4 | 100,1157,8 | 14,85,1174,6 | 17,710,1220,9 | 21,614,4277 | 22,615,3394,2 | 18,611,6363,2 | 13,25,1201,8 | 8,2−0,2107,6 | −2,9−551,4 |
| Moyennes : • Temp. maxi et mini °C • Précipitation mm |           |              |            |              |               |             |               |               |              |              |            |

### Faune et flore
Situé dans le Sud du parc de Nikkō, un parc national d'une superficie de 1 149,08 km2, administré par le ministère de l'Environnement du Japon depuis sa création en 1934,, le mont Akanagi constitue l'habitat de nombreuses espèces d'oiseaux sauvages et ses pentes offrent un terrain fertile pour diverses variétés de plantes. Il fait partie d'une zone importante pour la conservation des oiseaux : Oku-Nikkō, le Sud-Est d'un site naturel protégé de 3 130 km2 qui recouvre une partie de chacune des quatre préfectures de Tochigi, Gunma, Niigata et Fukushima.

#### Faune
Les pentes boisées du mont Akanagi abritent des mammifères communs dans la région comme le cerf Sika (Cervus nippon), le macaque japonais (Macaca fuscata), les vrais écureuils volants (Pteromyini), le renard et le lièvre du Japon (Lepus brachyurus). Bien que devenus rares, la martre du Japon (Martes melampus) et l'ours noir d'Asie (Ursus thibetanus) peuvent être aperçus,. De nombreuses espèces de papillons telles que le Papilio maackii, le Papilio xuthus, le Parantica sita, le moyen nacré (Fabriciana adippe), l'azuré porte-queue (Lampides boeticus), le morio (Nymphalis antiopa), le vulcain indien (Vanessa indica), la vanesse du saule (Nymphalis xanthomelas), les libellules Sympetrum frequens, Sympetrum infuscatum et l'æschne des joncs (Aeshna juncea) peuplent l'étendue verdoyante au printemps du parc Kisugedaira.
les ruisseaux de montagne, affluents de la rivière Inari, sont l'habitat du foulque macroule (Fulica atra), du fuligule milouin (Aythya ferina), de la sarcelle d'hiver (Anas crecca), des canards à bec tacheté (Anas poecilorhyncha), mandarins (Aix galericulata) et colverts (Anas platyrhynchos), des grèbes castagneux (Tachybaptus ruficollis) et à cou noir (Podiceps nigricollis), de Rana ornativentris, du crapaud commun du Japon (Bufo japonicus) et du saurien Plestiodon japonicus.
Le mont Akanagi est un refuge pour de nombreux oiseaux. Plusieurs espèces de passereaux telles que le roselin à longue queue (Carpodacus sibiricus), le geai des chênes (Garrulus glandarius), la mésange de Chine (Parus minor), la mésange à longue queue (Aegithalos caudatus), le corbeau à gros bec (Corvus macrorhynchos), la corneille noire (Corvus corone), la bergeronnette des ruisseaux (Motacilla cinerea), le bruant à longue queue (Emberiza cioides), la pie-bleue à calotte noire (Cyanopica cyanus), la pie-grièche bucéphale (Lanius bucephalus), le rougequeue aurore (Phoenicurus auroreus), le verdier de Chine (Chloris sinica), le merle à flancs roux (Turdus chrysolaus), l'accenteur du Japon (Prunella rubida), le pouillot boréal (Phylloscopus borealis), la sittelle torchepot (Sitta europaea), le zostérops du Japon (Zosterops japonicus), la grive de Sibérie (Geokichla sibirica) et le gobemouche bleu (Cyanoptila cyanomelana) y font leurs nids,,. La tourterelle orientale (Streptopelia orientalis), les pics kisuki (Dendrocopos kizuki), épeiche (Dendrocopos major) et awokéra (Picus awokera), le milan noir (Milvus migrans), la buse du Japon (Buteo japonicus), le faucon pèlerin (Falco peregrinus) et la chouette de l'Oural (Strix uralensis) habitent aussi la montagne et ses environs,,.

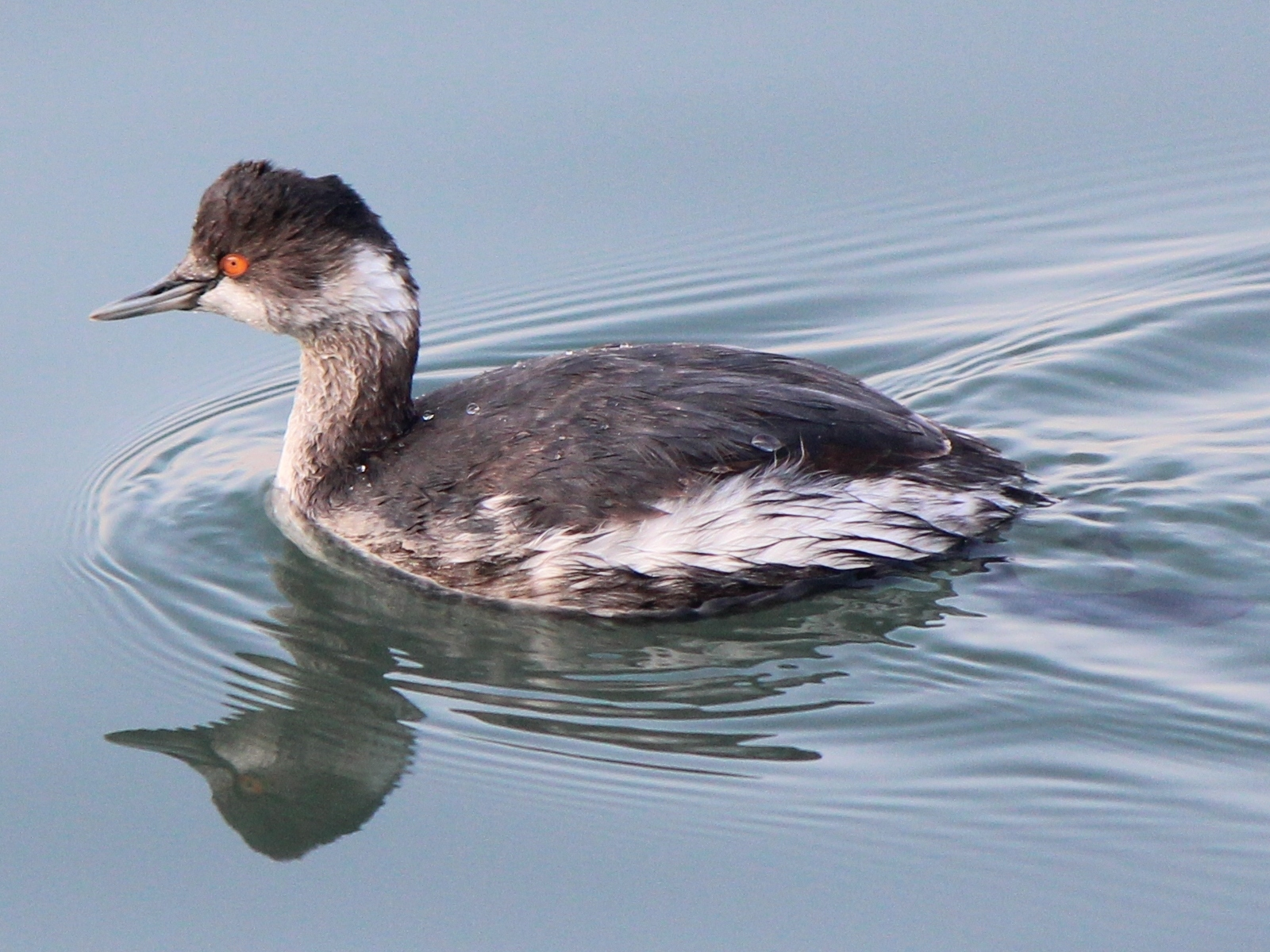
La grèbe à cou noir (Podiceps nigricollis).
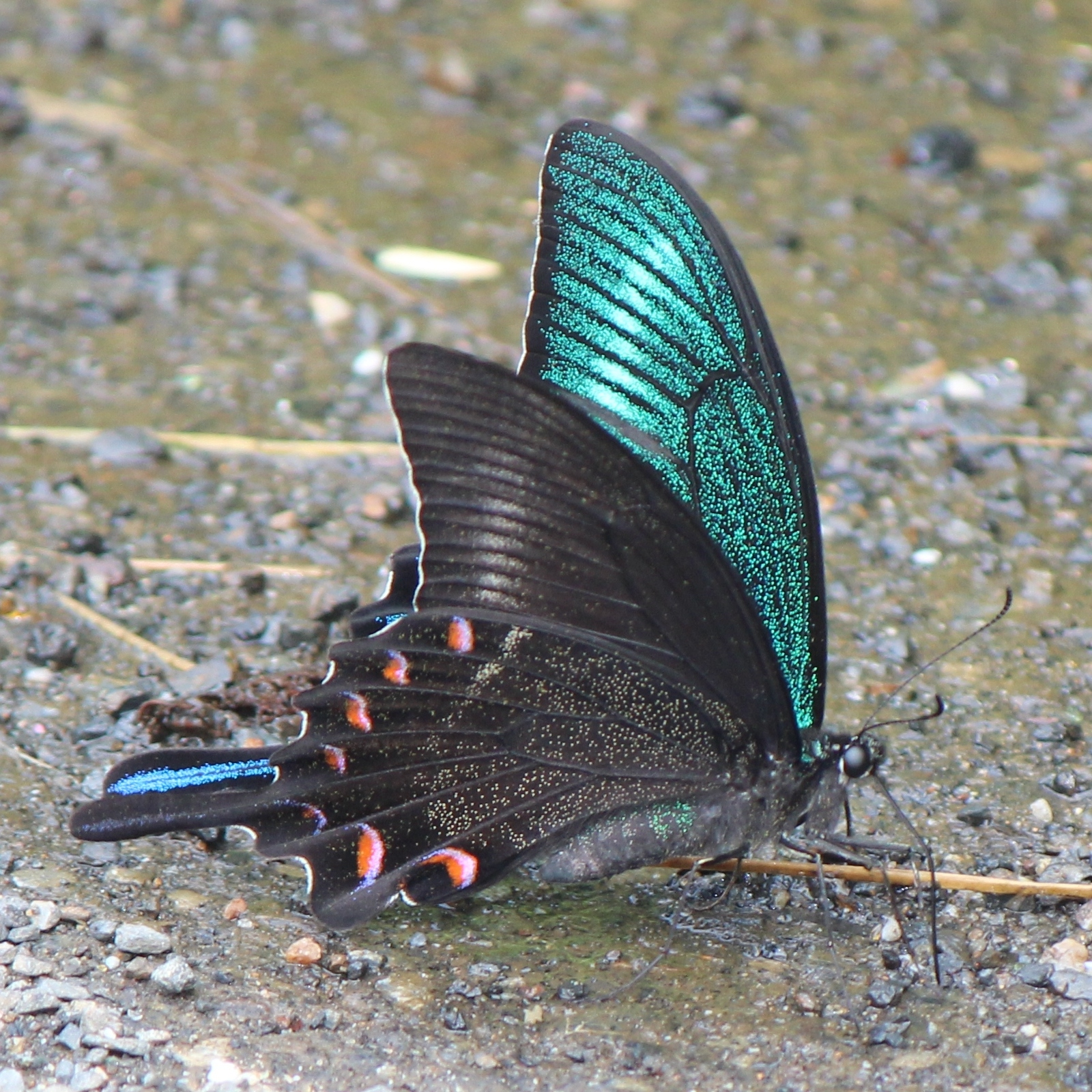
Papilio maackii.
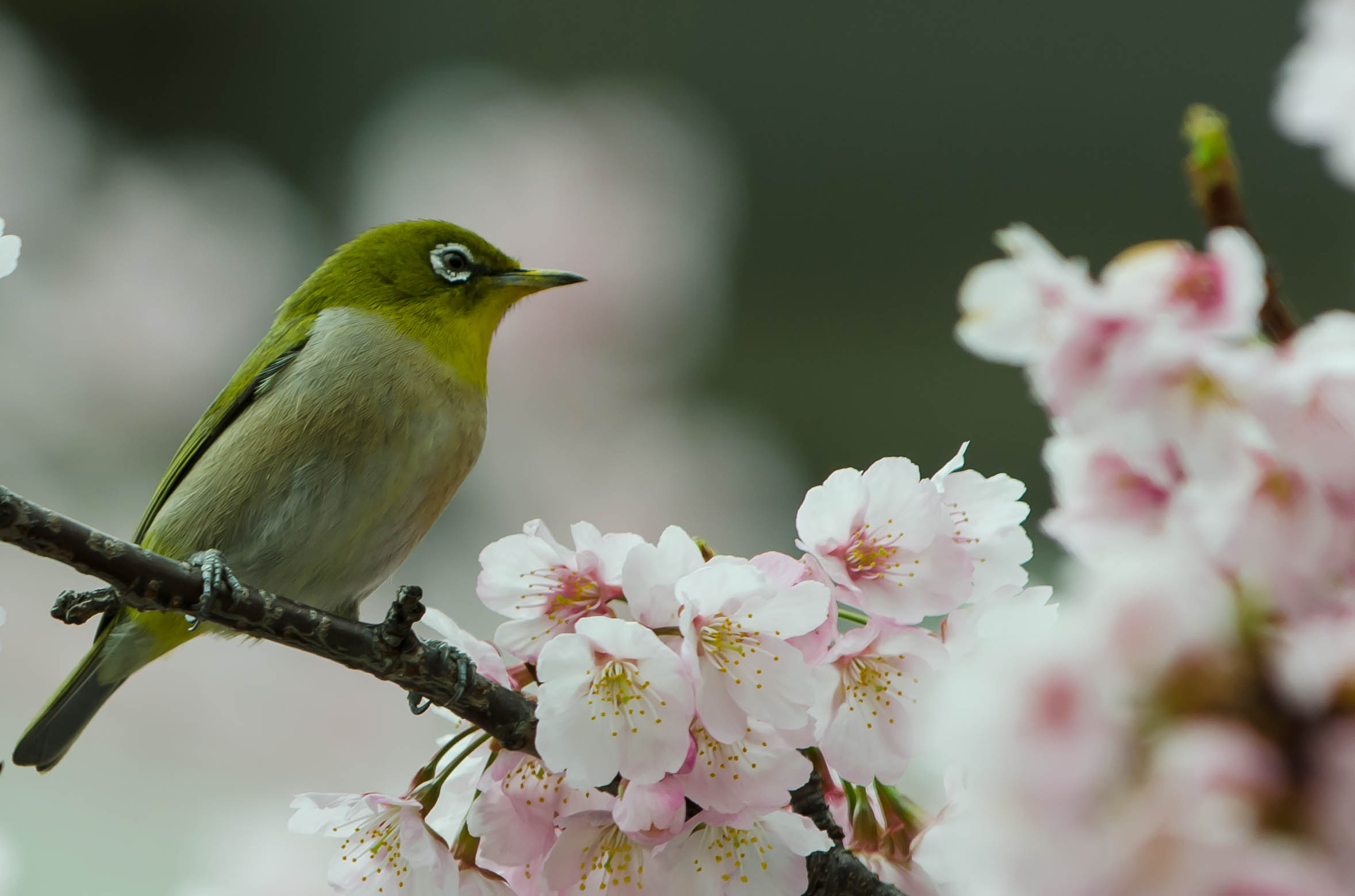
Le zostérops du Japon (Zosterops japonicus).

#### Flore

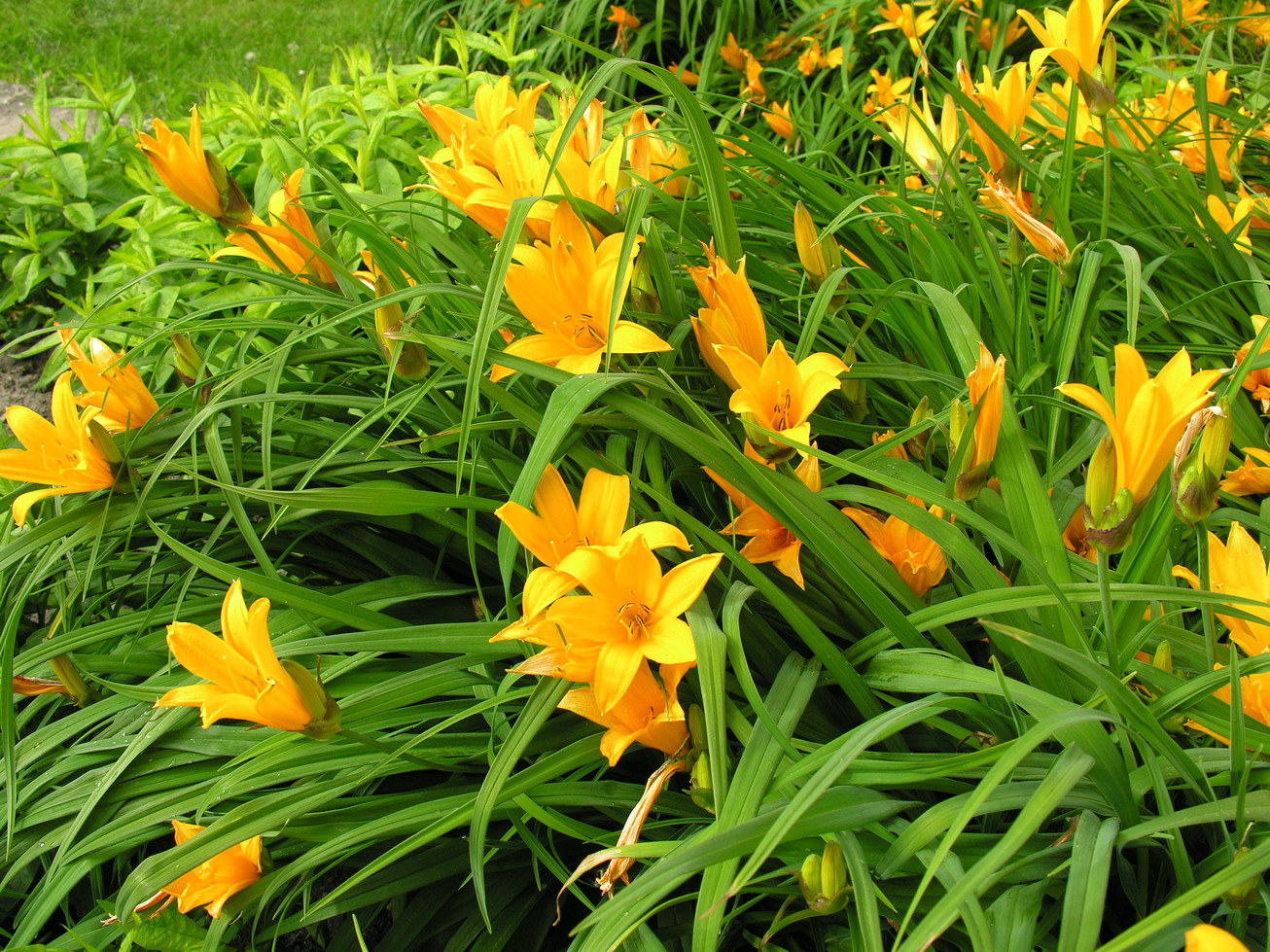
Fleurs d'hémérocalles de Middendorff (Hemerocallis middendorffii).

Les contreforts du mont Akanagi sont parsemés de hêtres du Japon (Fagus crenata), de mélèzes (Larix kaempferi), de cerisiers des montagnes d'Ezo (Prunus sargentii), de Prunus maximowiczii, d'érables du Japon (Acer japonicum) et d'érables orientaux à bourgeons gris (Acer rufinerve), une configuration végétale particulièrement appréciée des Japonais en automne lorsque les feuilles des érables virent au rouge sang et celles des hêtres au jaune vif,. L'étage montagnard comprend aussi une sous-espèce du chêne de Mongolie (Quercus mongolica) endémique du Japon, des bambous (Sasa veitchii) et des sapins tels que le sapin de Nikkō (Abies homolepis).
Au printemps et en été, les pentes du parc Kisugedaira s'animent de diverses couleurs à la suite de la floraison de colonies d'Erythronium japonicum, d'hémérocalles de Middendorff (Hemerocallis middendorffii), d'Hemerocallis esculenta, de roseaux de Chine (Miscanthus sinensis), de ligulaires dentées (Ligularia dentata), de renouées du Japon (Fallopia japonica), de plantes herbacées du genre Patrinia, de millepertuis, d'Elliottia paniculata, d'Orchis fauriei, d'anémones à fleurs de narcisse (Anemone narcissiflora), de lysichites blancs (Lysichiton camtschatcensis), de grandes pimprenelles (Sanguisorba officinalis), d'Hamamelis japonica, d'Hydrangea paniculata et d'immortelles d'argent (Anaphalis margaritacea),. Et des champignons nameko (Pholiota microspora) peuvent être ramassés dans les sous-bois.
À l'étage subalpin, apparaissent le bouleau d'Erman, la gentiane japonaise (Gentiana scabra), et diverses espèces de rhododendrons comme l'azalée à cinq pétales (Rhododendron quinquefolium) et Rhododendron tschonoskii,.
Jusqu'aux abords du sommet, les espèces du genre Rhododendron, Rhododendron brachycarpum et Rhododendron degronianum, cohabitent avec le cerisier alpin du Japon (Prunus nipponica),.

## Histoire

### Histoire éruptive
Il y a environ 560 000 ans, par accumulation de coulées de lave et d'éjectas, le mont Nyohō émerge de la croûte terrestre. Son élevation s'accompagne de la formation d'un dôme de lave sur son versant oriental : le mont Akanagi. Ainsi débute l'orogenèse des monts Nikkō, sur l'arc volcanique Nord-Est de l'île de Honshū,.
La période d'activité des volcans Nyohō et Akanagi a pris fin il y a environ 86 000 ans,.
L'Agence météorologique du Japon, se conformant à des normes internationales depuis 2003, considère qu'un volcan est actif s'il est entré en éruption au cours de l'Holocène, soit depuis les 10 000 dernières années environ, ou s'il manifeste une activité géothermique importante. Par conséquent, elle ne classe pas le mont Akanagi dans sa liste des volcans actifs du Japon.

### Histoire humaine
Fin juillet 1662, des pluies torrentielles sous orage s'abattent sur la ville de Nikkō, provoquant un glissement de terrain sur les pentes du mont Akanagi. Au pied de la montagne, la rivière Inari déborde et fait sortir de son lit la rivière Daiya dont elle est un affluent de rive gauche. Les inondations subséquentes ont causé des dégâts importants ; plus de 300 personnes sont mortes et 140 autres sont portées disparues.

## Activités

### Sports d'hiver

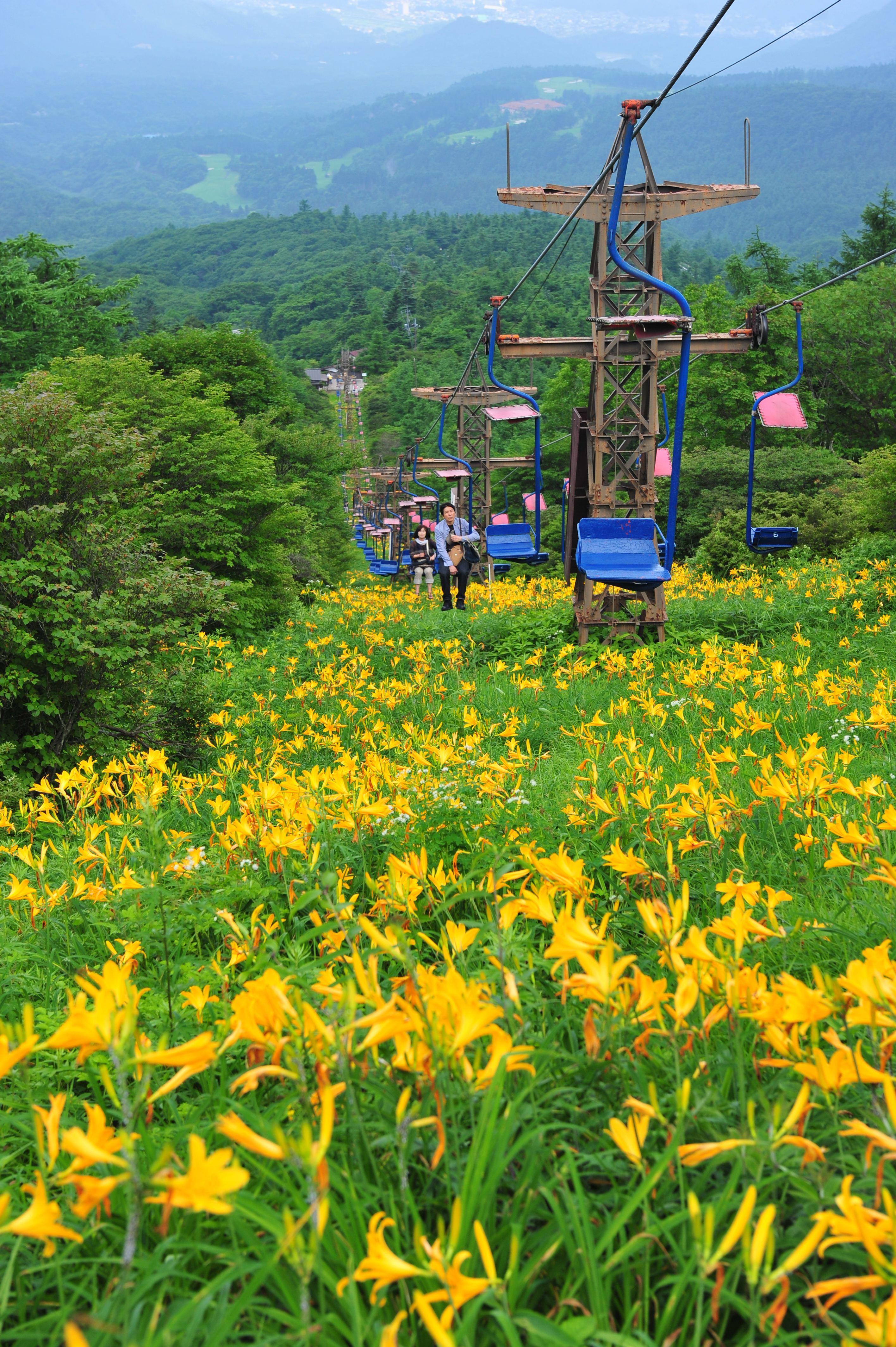
L'ancien télésiège du parc Kisugedaira.

Avant sa transformation en un parc floral, le parc Kisugedaira, situé au pied du mont Akanagi, était une station de ski municipale. Ouverte depuis 1965, elle a été fermée en 2004. Il est cependant toujours possible d'y pratiquer la randonnée en raquettes à neige et des sports de glisse comme la luge et le surf des neiges.

### Randonnée
Un sentier de randonnée permet d'effectuer l'ascension du mont Akanagi par sa face est. Il débute au pied de la montagne près du parking du parc Kisugedaira situé dans l'Ouest du plateau de montagne Kirifuri à l'altitude de 1 345 m. Le parc comprend un escalier de plus de mille marches qui mène au sommet du mont Komaru (1 601 m) relié à la cime du volcan Akanagi par un chemin de crête. Le parcours s'étend sur environ 2,5 km pour 665 m de dénivelé.
Depuis le parc Kisugedaira, un autre sentier conduit au mont Komaru via le mont Maru voisin (1 689 m).
Le sommet du mont Akanagi est aussi accessible depuis le sommet du volcan Nyohō voisin en suivant un sentier tracé sur le rebord de son cratère sommital.

### Sawanobori
En été, des randonneurs pratiquent le sawanobori, une forme de canyonisme adaptée aux traditions japonaises plus que millénaires d'exploration de l'espace montagnard. Ils remontent le cours des tributaires de la rivière Daiya : les rus Hinegiri et Nakano, qui prennent leur source sur les pentes du mont Akanagi, et escaladent les nombreuses chutes d'eau formées le long du cours supérieur de ces ruisselets.